# 多态碘泡虫
多态碘泡虫（学名：Myxobolus polymorphosporus）为碘泡科碘泡虫属的动物。在中国，分布于广东、湖北等，营寄生生活，寄生在斑鳢、乌鳢的前肠。